# Ponta do Lobo
Ponta do Lobo är en udde i Kap Verde.   Den ligger i kommunen Concelho de São Domingos, i den sydöstra delen av landet, 10 km nordost om huvudstaden Praia. Ponta do Lobo ligger på ön Santiago.
Terrängen inåt land är varierad. Havet är nära Ponta do Lobo österut. Trakten är tätbefolkad. Närmaste större samhälle är Praia, 10,3 km sydväst om Ponta do Lobo. 